# 放样
放样或测设，是指在工程建设的施工阶段开始时，将所要建设的建筑物或构筑物的平面位置和高程按照图纸上的要求标定到实地的一项测量工作。